# Ксьондз
Ксьондз (пол. ksiądz) — термін польського походження, що вживається в сучасній польській мові для означення римо-католицьких священиків. На Галичині у зв'язку з тривалим польським впливом термін подекуди і досі використовується для означення греко-католицьких та православних священників.
Польське ksiądz походить від прасл. *kъnędzь і в старопольській мало значення «князь».

## Історія
У давнину ним означали тих, хто належав до панівного стану, включаючи й короля. На думку деяких дослідників, перехід значення слова ksiądz від «князь» до «священник» свідчить про те, що у племен, які об'єдналися в єдину державу — Польщу, язичницьке духовенство мало значну вагу і великий авторитет. Польський хроніст ХІІІ ст. Богухвал (пол. Bogufal) свідчить, зокрема, що Болеслава І Хороброго, який поширив назву ксьондз на християнське духовенство з метою піднести авторитет останнього в очах напів'язичницького населення, поляки спочатку титулували воєводою, а згодом почали іменувати також ксьондзами. Ще в XVI ст. Сигізмунд II Август у Статуті Гербурта титулується як «король польський, великий ксьонз литовський». З XVII ст. слово ксьондз у світському значенні практично перестає вживатися.